# كرسان
كرسان قرية سوريّة تتبع إداريّاً لمحافظة حلب منطقة منبج ناحية مركز منبج، بلغ تعداد سكانها 182 نسمة حسب التعداد السكاني لعام 2004.